# Hemerotrecha xena
Hemerotrecha xena är en spindeldjursart som beskrevs av Banks 1903. Hemerotrecha xena ingår i släktet Hemerotrecha och familjen Eremobatidae. Inga underarter finns listade i Catalogue of Life.